# 東晋の人物一覧
東晋の人物一覧（とうしんのじんぶついちらん）は、東晋で活躍していた人物の一覧である。

## 君主
1. 元帝司馬睿
2. 明帝司馬紹
3. 成帝司馬衍
4. 康帝司馬岳
5. 穆帝司馬聃
6. 哀帝司馬丕
7. 廃帝司馬奕
8. 簡文帝司馬昱
9. 孝武帝司馬曜
10. 安帝司馬徳宗
11. 恭帝司馬徳文

## 東晋の人物

### あ行
- 殷浩
- 殷仲堪
- 袁瓌
- 袁喬
- 袁宏
- 袁山松
- 袁耽
- 王允之
- 王蘊
- 王雅
- 王愷
- 王含
- 王恭
- 王羲之
- 王愆期
- 王献之
- 王国宝
- 王忱
- 王洽
- 王述
- 王舒
- 王坦之
- 王鎮悪
- 王導
- 王敦
- 王彬
- 王濛
- 王愉
- 王廙
- 温嶠

### か行
- 郭黙
- 郭誦
- 何充
- 何無忌
- 桓彝
- 桓偉
- 桓雲
- 桓温
- 毌丘奥
- 桓石虔
- 桓石生
- 桓石民
- 桓宣
- 韓晃
- 甘卓
- 桓沖
- 桓秘
- 賀循
- 魏該
- 虞潭
- 高宝

### さ行
- 蔡豹
- 支遁
- 竺瑤
- 司馬晞
- 司馬休之
- 司馬欽
- 司馬元顕
- 司馬遵
- 司馬沖
- 司馬道子
- 司馬裒
- 謝安
- 車胤
- 謝玄
- 荀崧
- 荀羨
- 周顗
- 周楚
- 周撫
- 周訪
- 朱序
- 朱燾
- 朱齢石
- 鍾雅
- 常據
- 諸葛恢
- 諸葛長民
- 沈警
- 沈充
- 沈田子
- 沈穆夫
- 任譲
- 薛兼
- 銭鳳
- 蘇峻
- 祖逖
- 孫処
- 孫盛
- 臧熹

### た行
- 戴淵
- 戴邈
- 郗鑒
- 趙胤
- 刁協
- 張闓
- 張健
- 趙誘
- 褚翜
- 褚裒
- 鄧遐
- 陶回
- 陶侃
- 鄧嶽
- 杜瑗
- 杜乂
- 杜弘

### は行
- 范汪
- 范寧
- 馬雄
- 卞壼

### ま行
- 毛安之
- 孟懐玉
- 毛璩
- 毛宝
- 毛穆之
- 孟龍符

### や行
- 庾冰
- 庾翼
- 庾亮
- 羊鑑
- 楊謙
- 楊佺期
- 楊亮

### ら行
- 羅含
- 李矩
- 陸玩
- 陸納
- 陸曄
- 李陽
- 劉胤
- 劉遐
- 劉懐粛
- 劉敬宣
- 劉琨
- 劉惔
- 劉超
- 劉道規
- 劉穆之
- 劉牢之

## 独立勢力の人物

### か行
- 郭銓
- 桓歆
- 桓玄
- 桓修
- 桓振
- 桓石康
- 桓石綏

### さ行
- 孫恩

### た行
- 杜曾

### は行
- 馮該

### ら行
- 盧循

## 女性

### あ行
- 王簡姫
- 王神愛
- 王法慧
- 王穆之

### か行
- 何法倪
- 胡道安

### さ行
- 臧愛親

### た行
- 趙安宗
- 褚蒜子

### や行
- 庾道憐
- 庾文君

### り行
- 李陵容

## 関連事項
- 五胡十六国時代の人物一覧